# Lamberto Benvenuti
Lamberto Benvenuti ist ein italienischer Filmregisseur.

## Leben
Benvenuti zeichnete als Regisseur für den unter dem Pseudonym John O'Burgess gedrehten Agentenfilm La spia che viene dal mare (1966), den Thriller Temptation (1968) und das Psychodrama Stirpe di Caino (1969). Davor war er einmal als Regieassistent gelistet; 1968 wird er als Drehbuchautor für Joe… cercati un posto per morire angegeben. Er schrieb zudem den 1975 erschienenen Krimi Ritratto di mafioso.
Über die Identität Benvenutis gibt es nur Vermutungen. Manche Quellen geben als Geburtsjahr 1930 und Herkunftsort Mailand an; andere vermuten einen Künstlernamen eines anderen Regisseurs oder Assistenten.